# Jack E. Volder
Jack Edward Volder (1924-2013) est un ingénieur électricien américain. Il est surtout connu pour avoir inventé l'algorithme CORDIC.

## Biographie
Jack Volder est né à Fort Worth (Texas). Pendant la Seconde Guerre mondiale, il est ingénieur de vol sur les bombardiers B-24. Après la guerre, il étudie le génie électrique et obtient son diplôme du Texas Technological College en 1949. Il est d'abord recruté par Allis-Chalmers à Milwaukee (Wisconsin) avant de retourner en 1951 à Fort Worth pour travailler chez Convair, où il travaille dans le département d'avionique. C'est là qu'il entame des recherches qui aboutissent à l'algorithme CORDIC en 1956. Cet algorithme a été utilisé dans les systèmes informatiques spécialisés de contrôle de vol et les radars. En 1959, il publie une description de l’algorithme qui devient énormément citée. Volder quitte Convair avant la mise au point du premier ordinateur CORDIC I en 1961, mais il effectue occasionnellement des audits pour cette entreprise. En 1971, il est recruté par Litton Data Systems en Californie pour travailler sur l'ordinateur AN/UYK-7 (en). En 1975, il part travailler pour Hughes Aircraft Company.
Volder se marie en 1949 et a des enfants et des petits-enfants.